# Garrafão do Norte
Garrafão do Norte é um município brasileiro do estado do Pará. Localiza-se a uma latitude 01º56'03" sul e a uma longitude 47º03'09" oeste, estando a uma altitude de 56 metros. Sua população em 2016 era de 25.345 habitantes. Nome deste Município advém da mesma denominação que recebe o igarapé que passa pela sua sede municipal. Nos relatos da sua história indica-se que, originalmente foi conhecido pelo nome de Povoado do Garrafão mas, como no Estado de Espírito Santo, existe um núcleo urbano com a mesma denominação, lhe foi acrescentado o topônimo de "do Norte".
O povoado que lhe deu origem teve como primeiros moradores, quase na sua totalidade, descendentes de nordestinos e imigrantes, que constituíram as chamadas frentes pioneiras na década dos anos 1950 que receberam auxílio do governo estadual para a construção de uma estrada que ligou Garrafão a Mamorana, assim como para a construção de cinco pontes consideradas de importância vital para o escoamento da produção agrícola.
Posteriormente, devido ao dinamismo da sua economia, foi elevado à categoria de distrito do Município de Ourém, já com o nome de Garrafão do Norte. No ano de 1988, mediante os dispositivos contidos na Lei nº 5.445, de 10 de maio, foi-lhe outorgado o reconhecimento como Município do Estado do Pará no dia 12 de maio do mesmo ano. Foi constituído com áreas patrimoniais do território do Município de Ourém.
Seu primeiro Prefeito foi Milton Xavier dos Santos.